# ترانسپورتر ۳
ترانسپورتر ۳ (به انگلیسی: Transporter 3) یک فیلم آمریکایی به کارگردانی الیویر مگاتن است که در ژانر اکشن-جنایی قرار می‌گیرد، دربارهٔ شخصیت فرانک مارتین است. این فیلم محصول سال ۲۰۰۸ است.

## داستان
فرانک مارتین باید دختر ربوده شده یک مقام دولتی را به شخصی تحویل دهد، ولی در مابین راه عواطف و احساسات فردی وی باعث بروز مشکلاتی در انجام ماموریتش می‌شود.

## تولید
مراحل ساخت آن در ۱۶ هفته و در دوکشور فرانسه و روسیه انجام شده‌است.